# Писма на енглеском
Писма на енглеском (или Писма везана за енглеску нацију; француски наслов: Филозофска писма) је серија есеја које је написао Волтер на бази његових искустава стечених током боравка у Енглеској у периоду од 1726 до 1729 (од 1707. је ова земља заправо била део Краљевства Велике Британије). Ово дело је прво објављено на енглеском 1733. године, а затим на франсуском наредне године, где се сматрано нападом на француски систем власти, те је брзо било забрањено. Већина модерних верзија на енглеском језику заснована је на преводу француског текста уместо на Волтеровој енглеској верзији.
Ревидирано издање на енглеском језику се појавило 1778. године под насловом Lettres philosophiques sur les Anglais (Филозофска писма на енглеском). Већина модерних енглеских издања је базирана на издању из 1734. године и типично користе наслов Philosophical Letters, што је директни превод наслова тог издања.
На неки начин, ова књига се може упоредити са Демократијом у Америци Алексиса де Токвила, у смислу њеног ласкавог објашњавања нације из перспективе спољашњег посматрача. Волтерови описи разних аспеката енглеске културе, друштва и владе често имају наклоно становиште, за разлику од њихових француских еквивалената.